# Río Envira
El río Envira (o Embira) es un río amazónico brasileño, el principal afluente del río Tarauacá, Discurre por los estados de Acre y Amazonas y tiene una longitud de 810 km.

## Geografía
Nace cerca de la frontera con el Perú, en el territorio indígena de Campa do Rio Envira, muy próximo a las fuentes del río Tarauacá y del río Muru. En su discurrir atraviesa los municipios de Feijó (39.365 hab. en 2006), en Acre, y Envira (17.431 hab. en 2007), en el estado de Amazonas. 
El río recorre las localidades de Simpatia, California, Novo Porto, Fortaleza, Feijó y Foz do Juruparí.
Sus principales afluentes son el río Paraná do Ouro, por la izquierda, y el río Juruparí, por la derecha, que desagua en la localidad de Foz do Juruparí.
Es navegable desde la boca hasta la localidad de Feijó.